# Siemaszkoa valida
Siemaszkoa valida är en svampart som beskrevs av T. Majewski 1991. Siemaszkoa valida ingår i släktet Siemaszkoa och familjen Laboulbeniaceae.   Inga underarter finns listade i Catalogue of Life.